# Andrea Marro
Andrea Marro (Limone Piemonte, 12 settembre 1872 – Torino, 12 aprile 1951) è stato un chirurgo italiano.

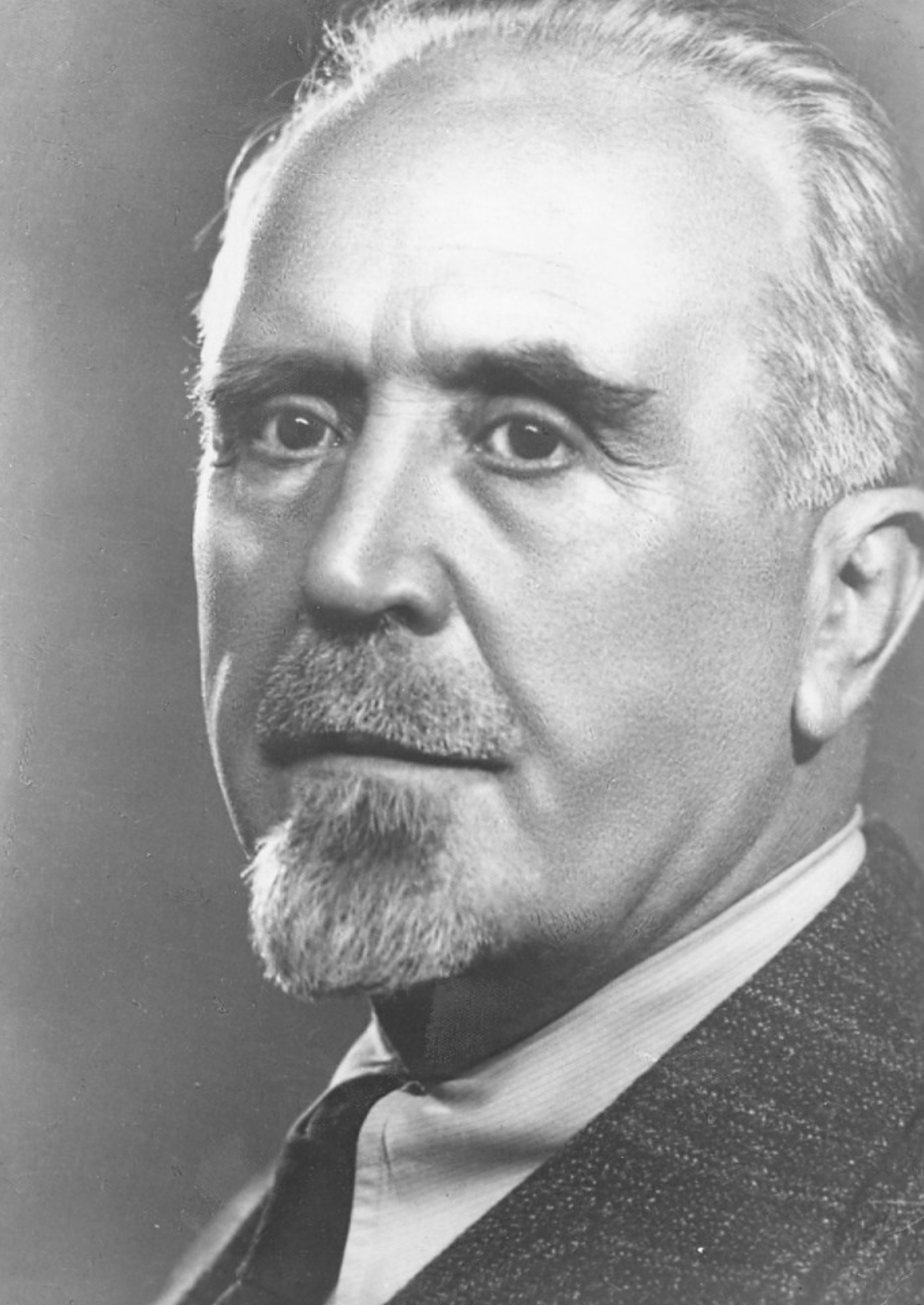
Il Dott. Andrea Marro

Fu Maggiore Medico della Croce Rossa Italiana, pluridecorato nel corso della prima guerra mondiale. Istituì una struttura militare corrispondente all’ospedale (Gruppo) chirurgico militare Marro a breve distanza dalla linea del fronte che si era creata dopo lo sfondamento di Caporetto.

## Biografia
Andrea Marro nacque a Limone Piemonte, in provincia di Cuneo, da Antonio e Maddalena Viale, primogenito di quattro figli. Il nonno Andrea era fornaio e possedeva una bottega ben avviata e redditizia e ciò consentì ai cinque figli maschi di poter studiare e di laurearsi. Il padre Antonio, medico chirurgo, si laureò a Torino nel 1863 in medicina e chirurgia, carriera che intraprese anche Andrea. La madre, Maddalena Viale, morì all’età di trentaquattro anni, pochi mesi dopo la nascita del quarto figlio. Antonio abbandonò la sua attività di condotta medica e si trasferì a Torino per lavorare come medico delle carceri. 
Andrea crebbe a Torino dove si laureò in medicina e chirurgia nel 1897. Entrò da studente nella Clinica di Chirurgia diretta da Antonio Carle, dove rimase come assistente e poi come aiuto fino alla scoppio della prima guerra mondiale, quando venne arruolato con il grado di Maggiore medico. La Clinica Chirurgica di Torino era un centro di pratica e ricerca tra le più importanti d’Italia, dove approdarono giovani scienziati come Giulio Bizzozero, Pio Foà, Angelo Mosso, Luigi Pagliani, Cesare Lombroso e Carlo Giacomini.  
Durante la guerra, Marro ideò un Servizio Chirurgico completo tra la prima linea del fronte e le retrovie della pedemontana del Grappa, che assistesse efficacemente il ferito e, già operato, lo avviasse al recupero della salute. 
Dopo il conflitto, nel 1920, Marro ritornò a Torino e venne nominato direttore del Centro Nazionale di rieducazione dei mutilati e invalidi di guerra. Fondò la divisione di chirurgia riparatrice dei postumi di guerra presso l’ospedale Maggiore di San Giovanni di Torino, dove rimase come primario dal 1924 al 1937. Si occupò di chirurgia generale, di malattie dell’apparato digerente e del torace, oltre che di chirurgia plastica nell’ambito della quale studiò il confezionamento di lembi di pelle per togliere cicatrici anche molto estese, dovute a scottature o malattie, curare tumori della pelle e macchie cutanee. Fu insignito della medaglia al valor militare e della medaglia d’argento al merito della Croce Rossa Italiana. Morì il 12 aprile del 1951, dopo una breve malattia.

## Formazione chirurgica
Andrea Marro si formò alla scuola di Antonio Carle, suo maestro e figura fondamentale nella sua vita. Carle e la sua equipe furono dei pionieri della chirurgia e fu Carle che, nel 1893, presentò centodue casi di intervento sullo stomaco e sull’intestino, dando un contributo mondiale alla scienza in questo campo. Fu proprio grazie alla disponibilità di una casistica importante, che Carle e la sua equipe si affermarono nel mondo scientifico a livello internazionale, tanto che, qualche anno dopo, Carle pubblicò una monografia su cento casi operati di neoplasie dello stomaco e si ritenne che, con un così grande numero di interventi sullo stomaco e sull’intestino, Carle e la sua equipe, fossero in grado di eseguire questo genere di interventi con grande abilità. Questo tipo di chirurgia fu la base della attività chirurgica di Andrea Marro al fronte, nella prima guerra mondiale, durante la quale Marro e il suo maestro furono arruolati, rispettivamente con il grado di Maggiore medico e di Generale.
Non ci sono documenti che dimostrino uno scambio di dati tra Marro e il maestro sulla loro esperienza di chirurghi mobilitati e sui comportamenti da tenere nella chirurgia in ambito militare, ma si ritiene che i due si incontrassero nelle corsie della Clinica di Chirurgia e si scambiassero opinioni sulla gestione sanitaria e le possibili terapie al fronte, in base ai risultati che ebbero modo di osservare.
Marro raccontò nel suo scritto Unità chirurgiche leggere dislocate in prima linea di avere osservato una disparità tra il numero bassissimo di feriti con danni addominali o cerebrali giunti negli ospedali arretrati e il numero molto elevato di deceduti, per le stesse lesioni, prima dell’arrivo all’ospedale. Da qui l’idea di trovare un sistema per ridurre l’intervallo di tempo per sottoporre il ferito all’intervento chirurgico. Si suppone che Marro disponesse di numeri piuttosto elevati e da qui l’ipotesi degli scambi di informazioni con il suo maestro, che disponeva di molti più dati, per il ruolo di Generale medico d’Armata che ricopriva. Comunque, certamente, tra i chirurghi della Clinica torinese si discuteva della necessità di ridurre, ad ogni costo, il tempo per sottoporre il ferito all’intervento chirurgico.
Possiamo affermare che la scuola torinese ebbe un atteggiamento interventista, confermato dalla pubblicazione di un giovane assistente di Carle, Giuseppe Campora, che in Sul trattamento delle ferite dell’addome in chirurgia di guerra espose le posizioni interventiste della scuola. Secondo i chirurghi della scuola torinese c’era la necessità di un intervento che fosse sollecito e risoluto e Campora osservò come i feriti gravi arrivassero al suo ospedaletto da campo, di cui non indica la posizione per motivi bellici, con ritardi anche di 48 ore e più. Campora auspicò che questi tempi venissero ridotti. Ovviamente questo interventismo richiedeva che la cura dei feriti fosse studiata e organizzata diversamente dallo stato maggiore dell’esercito. Oggi non è possibile fare un confronto tra la chirurgia interventista e attendista, perché disponiamo di dati insufficienti e quelli di Andrea Marro sono addirittura parziali, perché andarono perduti nella disfatta di Caporetto, però bastarono per attirare l’attenzione del responsabile della sanità americana, che visitò di persona la postazione chirurgica avanzata di Marro a Selisce. Quest'ultima era molto più innovativa rispetto agli ospedali mobili, come il Città di Milano, perché teneva conto del fattore tempo, decisivo nella cura del ferito. Marro, nonostante non fosse supportato da un’informazione mediatica, riuscì a destare interesse tra gli “addetti ai lavori”, tanto che due importanti rappresentanti dell’organizzazione dei servizi sanitari di guerra, l’ispettore medico Colonnello della Croce Rossa Italiana, Paolo Postempsky e il colonnello medico Davidson della Missione Militare Americana presso il Comando Supremo, andarono al fronte per visitare ed osservare come funzionava la postazione chirurgica di Marro. Marro sottopose a Davidson i dati raccolti e, Davidson, colpito positivamente gli richiese una relazione scritta, prodotta dal Maggiore il 18 settembre 1918. Nella relazione egli espose e descrisse, nei minimi particolari, l’evoluzione della struttura, quella che Marro definisce la 4ª Dislocazione, che, dopo tre mesi, venne trasferita dall’Archeson a 1350 m. di quota, in località delle Mure, sotto la cresta del Col dell’Orso e Valpore di Cima e collegata, per mezzo di una mulattiera carrabile,costruita dal Genio Militare alla parte più avanzata del fronte, il monte Spinoncia.

## Progetto "Posto Chirurgico Avanzato"
Marro partecipò direttamente alla guerra come Maggiore Medico della Croce Rossa Italiana (CRI), inizialmente come consulente della Delegazione della CRI alla 2ª armata, che operava sul medio Isonzo, nei pressi di Gorizia. Marro, ebbe il compito di ispezionare le strutture sanitarie della CRI impiegate in quel settore, come le Ambulanze di Montagna (AmbMont), le Sezioni di Sanità (SeSa) e gli Ospedali da Guerra (OG). Durante l’offensiva dell’agosto del 1916 (6ª Battaglia dell’Isonzo, conquista di Gorizia) osservò che ben pochi arrivavano vivi negli Ospedali e da lì si convinse che fosse necessario l’impiego di Gruppi Chirurgici Avanzati e che fosse necessario, lo “sgombero” dopo l’intervento chirurgico, piuttosto che prima.
Nacque così il progetto “Posto Chirurgico Avanzato”, che venne realizzato grazie alle offerte di danarose gentildonne e di Ufficiali della Croce Rossa Italiana, oltre che da rifornimenti provenienti dai magazzini della CRI e dalla Sanità del Regio Esercito. Il primo Posto Avanzato, collocato nei Baraccamenti Bassi di Zagora, restò in attività per circa un mese ovvero dal 18 maggio al 24 giugno 1917. L’obiettivo del Maggiore medico era quello di intervenire tempestivamente sui feriti, soprattutto quelli con lesioni gravi delle cavità anatomiche in modo da evitare il trasporto agli ospedali da campo, dove il ferito sarebbe arrivato troppo tardi e con possibili gravi conseguenze. L’intervento immediato aveva lo scopo di sollievo per il ferito e di evitare complicanze dovute alle infezioni, al dissanguamento, alla compromissione della vitalità dei parenchimi, conseguenze delle compressioni e lacerazioni degli ematomi, che potevano essere provocati dagli ematomi o dalle schegge. Marro osservò che la percentuale di sopravvivenza dei feriti variava a seconda del tipo di ferite: i migliori risultati si ottenevano con coloro che riportavano ferite dell’apparato locomotore o del cranio, intorno al 98% per i primi e 85% per i secondi, mentre per le ferite addominali e toraciche si riscontravano percentuali inferiori di sopravvivenza, rispettivamente 44% e 70%. Dopo il periodo a Zagora, l’Unità Chirurgica diretta da Andrea Marro venne soppressa per due motivi: l’avanzamento della linea del fronte e l’intervento di nuovi organismi sanitari, che selezionavano e trasportavano i feriti. Marro stava lavorando per rendere ancora più efficiente la sua azione: aveva individuato una galleria ferroviaria scavata nella roccia, ben protetta dal fuoco dell’artiglieria e sufficientemente larga per ospitare un reparto chirurgico. Egli comunicò ai suoi superiori l’intenzione di trasferire l’Unità chirurgica in quel luogo e preparò tutte le strutture per allestire e adattare il luogo. Marro venne trasferito in altro luogo, a Selisce, ove allestì un nuovo reparto operatorio. Nella fase di trasferimento Marro redasse una relazione sulla sua attività chirurgica per il Direttore di Sanità, colonnello Morino, il quale inviò copia alla Direzione di Sanità Armata. Nella relazione, Marro puntualizzò su alcune criticità come la mancanza di un reparto di degenza accanto alla zona operatoria, la mancanza di una nuova auto ambulanza, l’importanza di un apparecchio radiografico, oltre alla necessità di altro personale sanitario. Inoltre affrontò il problema della necessità di disporre di un altro gruppo avanzato e dei chirurghi nei posti di medicamento, in grado di intervenire immediatamente sul ferito. Il trasferimento da Zagora a Selisce fu rapidissimo e dopo 24 ore dall’ordine di trasferimento, il 18 agosto 1917, il reparto divenne operativo. 
Per la sede dell’unità operativa venne adattato un tunnel di pietra lungo circa 50 metri, alto e largo poco più di due metri, che attraversava una collinetta ai piedi del Monte Mrzly. Sempre in una caverna del Monte Mrzly fu istituita una seconda sala operatoria, il Città di Como, che costò 15.000 lire, dotato di ambulanze. Fu proprio l’ispettore medico Colonnello della Croce Rossa Italiana, Paolo Postempsky, durante la visita a Selisce, a congratularsi per l’organizzazione. Queste due Unità chirurgiche furono in funzione dal 18 agosto 1917 al 3 settembre 1917, quando venne cambiato il piano strategico militare e spostata la linea del fronte.
Purtroppo come già accennato, i documenti di questa seconda attività di Marro, andarono perduti durante la disfatta di Caporetto. 
Nonostante ciò, l’attività di Marro non si arrestò, anzi divenne ancora più intensa ottenendo fondi da industriali e da cittadini torinesi e milanesi, mentre i ferri chirurgici e i libri vennero forniti dallo stesso Marro. Vennero istituite l’Unità presso l’albergo Archerson “unico locale libero e….presentava il vantaggio di essere a 70 metri da due teleferiche”, teleferiche importanti per il trasporto dei feriti, ma tre mesi dopo un proiettile d’artiglieria sfondò la camera occupata dagli ufficiali. Non ci furono danni ai feriti; seguì il trasferimento a Forcella Melin, luogo più sicuro. Seguì Valle Mure e un posto di infermeria a Forcella Boccaor. Nella zona del Monte Grappa, l’attività fu molto intensa con 139 interventi di cui Marro fece un resoconto ben dettagliato. Egli descrisse il tempo trascorso dal ferimento all’arrivo del soldato, il tipo di intervento chirurgico, il post-operatorio, le terapie mediche eccetera. Il 2 novembre Marro venne trasferito a Feltre ed infine all’Ospedale 008 di Vicenza, dove rimase fino all’aprile del 1919. Anche qui continuò la sua opera grazie alla grande passione per la chirurgia; mise a punto un intervento originale per risolvere la patologia dell’ernia inguinale, nella quale Marro era specializzato, intervenendo su soldati che ne erano affetti e, non ancora congedati potevano godere di una lunga licenza, si sottoponevano all’intervento. Marro ne operò circa un centinaio ai quali fornì una cartolina con il suo recapito per avere il risultato dopo un anno. Non ebbe notizia di recidive.

## Opere
- La prova delle unità chirurgiche leggere dislocate in prima linea 1916-1917-18:relazione al Ministero della guerra, ispettorato sanitario:parte I, Stabilimento tipografico della S.A.E, Torino, s.d. ma post luglio 1921.
- La cura delle ernie inguinali e crurali:come si possa proporzionare l'entità dell'operazione alle differenti condizioni anatomiche e cliniche ricorrendo a nuova via d'accesso comune alle due porte erniarie, cioè alla via parainguinale interna. Unione Tipografico-Editrice Torinese, Torino, 1913

## Onorificenze
- Medaglia al valor militare
- Medaglia d'argento al merito della Croce Rossa Italiana